# 张二奎
张二奎（1814年—1864年），原名士元、字子英、号荣斋，原籍河北衡水（一说安徽或浙江），清代京剧名伶，工老生。
他是京剧“奎派”（又称“京派”）创始人，与程长庚、余三胜并称京剧老生三杰。余三胜西皮唱得最好；程长庚擅长慢板二黄；张二奎以“干腔”出名。三人各有独特的风格，代表当时京剧演唱艺术的三派。
张二奎自幼爱好京剧，曾担任工部都水司经丞，因为以票友身份客串演出而被革职。此后下海，正式进入和春班演出。在班主逝世后，张三奎被公推接任班主之位。后来自立班社，与大奎官刘万义共组双奎班。道光二十五年（1845年），成为四喜班班主。此外，他还曾在程长庚之前兼任精忠庙庙首。同治三年（1864年）逝世。
张二奎成名后自立“忠恕堂”招收弟子，以“玉”排名，包括杨玉楼（杨月楼）、俞玉笙（俞菊笙）、陆玉凤、沈玉莲、程玉翠等。此外，宗奎派的还有许荫棠、周春奎、刘景然、韦九峰等。
张二奎育有一子一女，女儿许配给武旦张芷芳为继室，儿子张万年艺名少英，工丑行。其兄长张大奎之子张少奎亦为京剧演员，工老生。少奎之子鸣才亦工老生。